# 침략 전쟁
침략 전쟁(侵略 戰爭, 영어: war of aggression, war of conquest)은 자위권 행사가 아닌 군대의 공격 행위를 말한다. 침략 전쟁을 일으키는 행위를 침략 범죄(侵略 犯罪)라 하며 전쟁 범죄의 일종으로 본다.
유엔 헌장의 무력 사용 금지 원칙(2조 4항)에 의해, 모든 유엔 회원국의 군대는 국방군이 원칙이기 때문에, 전 세계의 유엔 회원국은 자위권 행사가 아닌 경우에 무력 사용을 하면 국제법인 유엔 헌장 위반이다. 2002년 발효된 로마 규정에서는 침략 전쟁에 대한 정의를 하지 않고, 향후로 미루었다.
그 침략 중에서도  침략 범죄를 일으키는 경우가 가장 위험하다.

## 관련 규정
유엔 헌장 제2조 유엔의 목적은 다음과 같다.
4. 모든 회원국은 그 국제 관계에 있어서 다른 국가의 영토 보전이나 정치적 독립에 대하여 또는 유엔의 목적과 양립하지 아니하는 어떠한 기타 방식으로도 무력의 위협이나 무력행사를 삼간다.
- 로마 규정 제5조 재판소의 관할 범죄

1. 재판소의 관할권은 국제 공동체 전체의 관심사인 가장 중대한 범죄에 한정된다. 재판소는 이 규정에 따라 다음의 범죄에 대하여 관할권을 가진다.

가. 집단 살해죄
나. 인도에 반한 죄
다. 전쟁 범죄
1. 제121조 및 제123조에 따라 침략 전쟁(침략 범죄)을 정의하고 재판소의 관할권 행사 조건을 정하는 조항이 채택된 후, 재판소는 침략 전쟁(침략 범죄)에 대한 관할권을 행사한다. 그러한 조항은 유엔 헌장의 관련 규정과 부합되어야 한다.

## 같이 보기
- 우호 관계 선언
- 정의로운 전쟁론